# Laxitextum incrustatum
Laxitextum incrustatum är en svampart som beskrevs av Hjortstam & Ryvarden 1981. Laxitextum incrustatum ingår i släktet Laxitextum och familjen Hericiaceae.   Inga underarter finns listade i Catalogue of Life.